# Aphonopelma chambersi
Aphonopelma chambersi är en spindelart som beskrevs av Smith 1995. Aphonopelma chambersi ingår i släktet Aphonopelma och familjen fågelspindlar. Inga underarter finns listade i Catalogue of Life.